# Muschelkalkgebiet südöstlich Erfurt
Muschelkalkgebiet südöstlich Erfurt este o arie protejată (arie de protecție specială avifaunistică — SPA) din Germania întinsă pe o suprafață de 3.433 ha, integral pe uscat.

## Localizare
Centrul sitului Muschelkalkgebiet südöstlich Erfurt este situat la coordonatele 50°53′23″N 11°07′53″E / 50.8897°N 11.1314°E.

## Înființare
Situl Muschelkalkgebiet südöstlich Erfurt a fost declarat arie de protecție specială avifaunistică în mai 2007 pentru a proteja 23 de specii de animale.

## Biodiversitate
Situată în ecoregiunea continentală, aria protejată nu include niciun habitat protejat.
La baza desemnării sitului se află mai multe specii protejate de  păsări (23): minunița (Aegolius funereus), fâsă de luncă (Anthus pratensis), barză neagră (Ciconia nigra), erete de stuf (Circus aeruginosus), prepeliță (Coturnix coturnix), cristeiul de câmp (Crex crex), ciocănitoarea de stejar (Dendrocopos medius), ciocănitoare neagră (Dryocopus martius), șoimul rândunelelor (Falco subbuteo), ciuvică (Glaucidium passerinum), Grus grus grus, capîntortură (Jynx torquilla), sfrâncioc roșiatic (Lanius collurio), sfrâncioc mare (Lanius excubitor excubitor), ciocârlie de pădure (Lullula arborea), gaia neagră (Milvus migrans), gaia roșie (Milvus milvus), pietrar sur (Oenanthe oenanthe), viespar (Pernis apivorus), ciocănitoare verzuie (Picus canus), mărăcinar (Saxicola rubetra), sitar de pădure (Scolopax rusticola), silvie porumbacă (Sylvia nisoria).
Pe lângă speciile protejate, pe teritoriul sitului au mai fost identificate 2 specii de păsări.